# Габела VI (Кротоне)
Габела VI је насеље у Италији у округу Кротоне, региону Калабрија.
Према процени из 2011. у насељу је живело 83 становника. Насеље се налази на надморској висини од 4 м.